# Masters d'or
Le Masters d'or est le fait, pour un joueur de tennis professionnel, de remporter au cours de sa carrière au moins une fois les neuf tournois (ou les neuf créneaux de tournois) de tennis nommés ATP Masters 1000 depuis 1990. Ces tournois sont directement classés après ceux des Grands Chelems.
Seuls Ivan Lendl (en Grand Prix Championship Series avant 1990) et Novak Djokovic ont réalisé cet exploit en simple,, en 12 ans pour ce dernier, de 2007 avec sa première victoire à Miami à 2018 lorsqu'il s'impose à Cincinnati. 
Novak Djokovic est le seul joueur à avoir réalisé un double Masters d’or après son sacre au tournoi de Cincinnati en 2020.
Daniel Nestor (après sa victoire à Paris-Bercy en 2009) et les frères Bob et Mike Bryan (après leur sacre à Shanghai en 2014) sont les trois seuls joueurs à avoir réussi le Masters d'or en double.

## Histoire et historique des Masters 1000

### Évolution de l'appellation
Le nom de cette catégorie de tournois a changé plusieurs fois depuis sa création en 1990 :
- ATP Championship Series, Single Week (1990 - 1992) ;
- ATP Mercedes-Benz Super 9 (1993 - 1999) ;
- ATP Tennis Masters Series (2000 - 2003) ;
- ATP Masters Series (2004 - 2008) ;
- ATP World Tour Masters 1000 (2009 - 2018) ;
- ATP Masters 1000 (2019 - aujourd'hui).

On raccourcira toujours par « Masters 1000 » le nom de cette catégorie dans le reste de l'article.

Évolution des dénominations des catégories de tournois du circuit professionnel masculin.

### Évolution de la catégorie
Depuis sa création (en tant que catégorie du circuit ATP en 1990), la catégorie a subi de nombreux changements. Notamment les villes hôtes et la place dans le calendrier. Cela rend le suivi global assez complexe. Heureusement, certaines caractéristiques sont restées inchangées, permettant de se repérer (pour les records par exemple). La catégorie se devant d'être en adéquation avec le reste du calendrier ATP, elle dispose de créneaux précis. Chaque créneau se déroule sur une surface en fonction de sa place dans le calendrier :
- La catégorie compte toujours neuf tournois : quatre sur dur, trois sur terre battue et deux sur moquette (qui ont disparu au profit du dur).
- Dans l'ordre du calendrier : deux sur dur ensuite les trois tournois de terre battue puis deux sur dur et enfin les deux sur moquette.

Les changements de ville hôte
En 1990 : les neuf tournois originaux sont ceux de la saison 1989 des Grand Prix Championship Series : Indian Wells, Miami, Monte-Carlo, Hambourg, Rome, Canada, Cincinnati, Stockholm et Paris. Le Masters du Canada est organisé les années paires à Toronto et impaires à Montréal.

Deux créneaux ont été sujets à de nombreux changements résumés dans le tableau ci-dessous :
| Créneau                  | Saisons                          | 1990 à 1994  | 1995      | 1996 à 1997 | 1998 à 2001 | 2002 à 2008 | 2009 à aujourd'hui |
| no 4 Fin avril Début mai | Ville hôte Surface Environnement | Hambourg     | Hambourg  | Hambourg    | Hambourg    | Hambourg    | Madrid             |
| no 4 Fin avril Début mai | Ville hôte Surface Environnement | Terre Battue |           |             |             |             |                    |
| no 4 Fin avril Début mai | Ville hôte Surface Environnement | Extérieur    |           |             |             |             |                    |
| no 8 Début octobre       | Ville hôte Surface Environnement | Stockholm    | Essen     | Stuttgart   | Stuttgart   | Madrid      | Shanghai           |
| no 8 Début octobre       | Ville hôte Surface Environnement | Moquette     | Moquette  | Moquette    | Dur         | Dur         | Dur                |
| no 8 Début octobre       | Ville hôte Surface Environnement | Intérieur    | Intérieur | Intérieur   | Intérieur   | Intérieur   | Extérieur          |

Les deux derniers Masters 1000 se déroulaient en intérieur et sur moquette. L'avant dernier créneau (à l'époque organisé à Stuttgart) est passé sur dur en 1998. Il a fallu attendre 2007 pour voir le changement de surface à Paris-Bercy. À noter qu’avec l'apparition de Shanghai en 2009, Paris-Bercy devient le seul tournoi à se jouer en intérieur.

Le 1er Masters 1000 de la saison sur terre battue a toujours été Monte-Carlo. Cependant l'ordre des Masters de Rome et Hambourg/Madrid a changé.
Les autres changements notables dans les Masters 1000
- 1996 : Rome est joué avant Hambourg.
- 2007 : La finale de Miami est la dernière à s'être jouée en 3 sets gagnants. Depuis 2008, toutes les finales se déroulent désormais en 2 sets gagnants (comme tous les autres tours) afin de protéger les finalistes des risques de blessures.
- 2009 : Monte-Carlo devient le seul des 9 tournois à ne pas être obligatoire.
- 2011 : Madrid est joué avant Rome car en Italie les conditions de jeu sont plus proches de Roland Garros. Le tournoi reprend donc son créneau initial d'avant 1996 et 6 des 9 tournois sont des évènements communs ATP et WTA.
- 2012 : Madrid innove en proposant une terre battue bleue. Devant le mécontentement de certains joueurs, l'expérience n'est pas reconduite en 2013[3].

## Les premiers tournois Masters 1000 gagnés par Novak Djokovic
- Miami (surface rapide) : 2007 à 19 ans
- Canada (surface rapide) : 2007 à 20 ans
- Indian Wells (surface rapide) : 2008 à 20 ans
- Rome (terre battue) : 2008 à 20 ans
- Paris-Bercy (surface rapide en intérieur) : 2009 à 22 ans
- Madrid (terre battue) : 2011 à 23 ans
- Shanghai (surface rapide) : 2012 à 25 ans
- Monte-Carlo (terre battue) : 2013 à 25 ans
- Cincinnati (surface rapide) : 2018 à 31 ans

## Joueurs les plus proches de réaliser un Masters d'or
| Rafael Nadal | V (3) | F (5) | V (11) | V (4) V (1)*** | V (10) | V (5) | V (1) | F (2) V (1) *** | F (1) |
| Roger Federer | V (5) | V (4) | F (4)  | V (2) V (4)*** | F (4)  | V (2) | V (7) | V (2) V (1) *** | V (1) |
| Andy Murray | F (1) | V (2) | DF (3) | V (1)          | V (1)  | V (3) | V (2) | V (3) V (1)***  | V (1) |
| * Rentrent en compte les Masters 1000 disputés à Hambourg (terre battue) entre 2000 et 2008 remplacés par Madrid (terre battue). ** Rentrent en compte les Masters 1000 disputés à Madrid (dur int.) entre 2002 et 2008 remplacés par Shanghai (dur ext.) *** Nadal a remporté le Masters de Madrid en dur indoor mais jamais celui de Shanghai. Murray a remporté une fois le Masters de Madrid en dur en salle et à trois reprises celui de Shanghai |       |       |        |                |        |       |       |                 |       |